# Acritus tropicus
Acritus tropicus är en skalbaggsart som beskrevs av Lea 1925. Acritus tropicus ingår i släktet Acritus och familjen stumpbaggar. Inga underarter finns listade i Catalogue of Life.